# Ланграйн малий
Ланграйн малий (Artamus minor) — вид горобцеподібних птахів родини ланграйнових (Artamidae).

## Поширення
Ендемік Австралії. Ареал виду займає більшу частину країни, відсутній в 300-кілометровій смузі, яка простягається майже на всьому південному узбережжі країни, але поширений на півострові Ейр. Місця проживання цих птахів — відкриті трав'янисті або чагарникові ділянки з наявністю ізольованих дерев.

## Опис
Дрібний птах, завдовжки 12—14 см, вагою 13—21 г. Це птах з міцною зовнішністю, з сплющеною головою, коротким конічним дзьобом, довгими загостреними крилами з дуже широкою основою і коротким квадратним хвостом, а також досить короткими ногами. Оперення рівномірного темно-коричневого кольору по всьому тілу, темнішого на крилах і хвості. Криючі та махові крил та криючі хвоста чорного кольору. Кінчик хвоста білий. Нижня поверхня крил світло-сіра. Між дзьобом та очима є вузька чорна маска. Дзьоб синювато-сірий з чорним кінчиком, очі темно-карі, а ноги чорнуваті.

## Спосіб життя
Трапляється поодинці або у дрібних зграях. Проводять більшу частину дня в польоті, рухаючись у пошуках їжі та води. Живиться комахами, переважно летючими. Інколи поїдає нектар. Сезон розмноження триває з вересня по січень. Утворює моногамні пари. Гніздо будується обома партнерами в розколі кори або на роздвоєнні гілки. Гніздо має форму сплющеної чашки і будується з рослинних волокон, грубіших для зовнішньої сторони і м'якших для внутрішньої. У гнізді 2—5 білих яєць. Інкубація триває два тижні. Пташенята вчуться літати через три тижні після вилуплення.

## Підвиди
- Artamus minor minor Vieillot, 1817 - номінальний підвид, широко поширений у Західній Австралії приблизно від Пілбари до Середнього Заходу;
- Artamus minor derbyi Mathews, 1912 - поширений у центральній та східній частині ареалу.